# Puerto Eva Perón
Puerto Eva Perón (ex Puerto Vélaz) es una localidad del este de la provincia del Chaco, Argentina. Se encuentra sobre el río Bermejo, en la cabecera del puente interprovincial de la RN 11.

## Ubicación
Se encuentra ubicada sobre la margen derecha del río Bermejo, a unos 50 km antes de la desembocadura de este en el río Paraguay. Dista a 95 km al norte de Resistencia, y a 72 km al sur de Formosa. Junto con la vecina localidad formoseña de General Lucio V. Mansilla, forman la puerta de entrada y salida de ambas provincias.

## Toponimia
Su nombre es un homenaje a Eva Duarte de Perón, figura de destacada actuación política y social en la historia argentina. Anteriormente tuvo el nombre de Puerto Vélaz.

## Clima
Es subtropical sin estación seca, con lluvias regulares que superan los 1000 mm. Los vientos predominantes son del norte y el sur. Los inviernos son suaves y los veranos calurosos, pudiendo superar las temperaturas los 45 °C.

## Economía
Se basa principalmente en la agricultura y ganadería. El comercio y el turismo están poco desarrollados, en parte por la vecindad de esta población con la de General Mansilla, que posee algunos servicios básicos en la actividad comercial como educativa

## Vías de comunicación
La principal vía de acceso es la Ruta Nacional 11, que la vincula por asfalto al sur con Resistencia y la provincia de Santa Fe, y al norte con la provincia de Formosa. El puente que sortea el río Bermejo comunicando Eva Perón con General Lucio V. Mansilla es uno de los tres que vinculan a la provincia del Chaco con la de Formosa. Otra ruta importante es la provincial 3 (de tierra), que bordeando el río Bermejo la comunica al sudeste con Puerto Bermejo y al noroeste con Presidencia Roca y Pampa del Indio.

## Población
Cuenta con 609 habitantes (Indec, 2010), lo que representa un incremento del 14,7% frente a los 531 habitantes (Indec, 2001) del censo anterior. En el municipio el total ascendía a los 586 habitantes (Indec, 2001), siendo el segundo municipio menos poblado de la provincia.
| Gráfica de evolución demográfica de Puerto Eva Perón entre 1991 y 2010 |
|                                                                        |
| Fuente: Censos nacionales del INDEC                                    |

## Imágenes

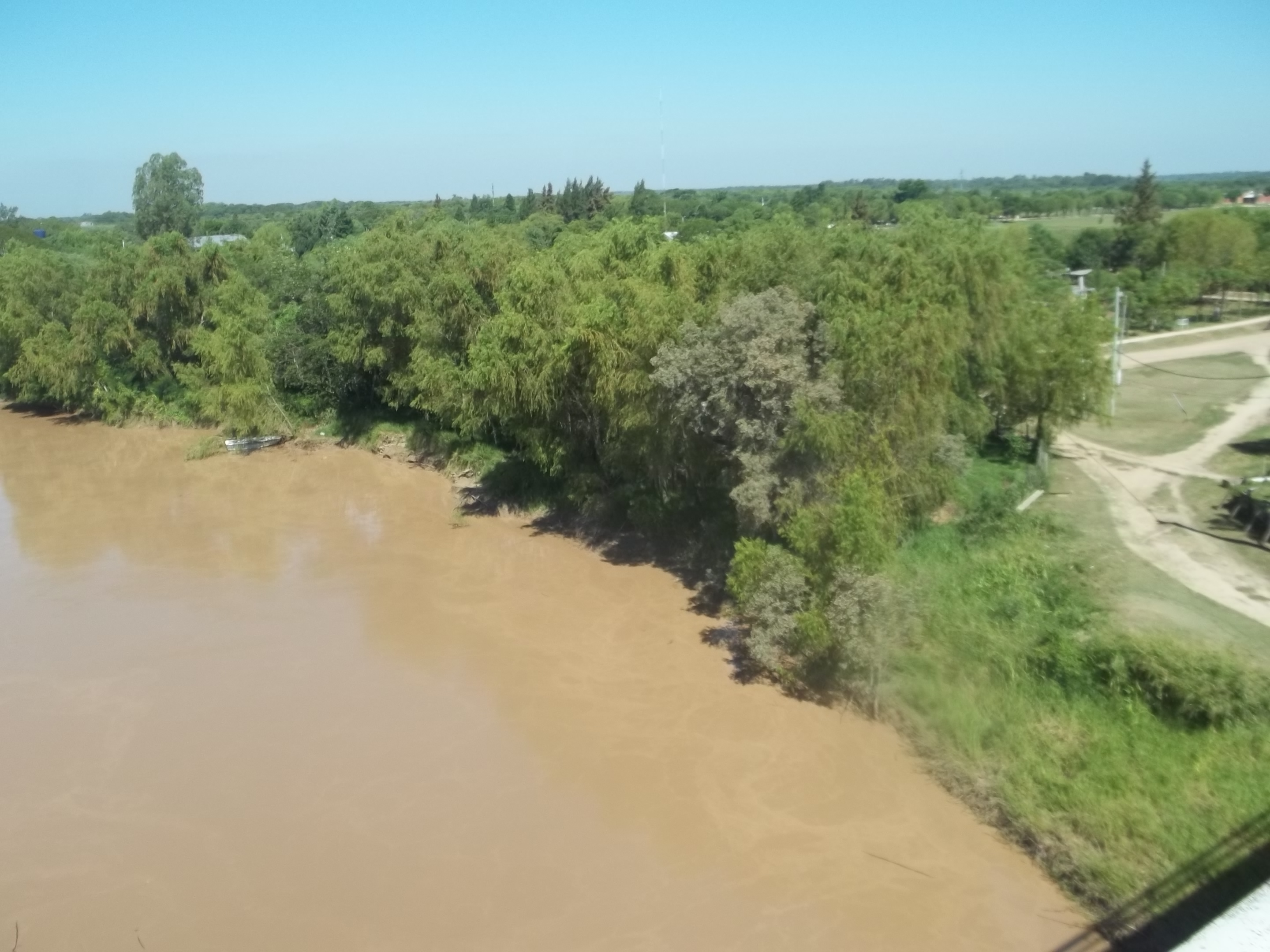
Costa del río Bermejo en Puerto Eva Perón.
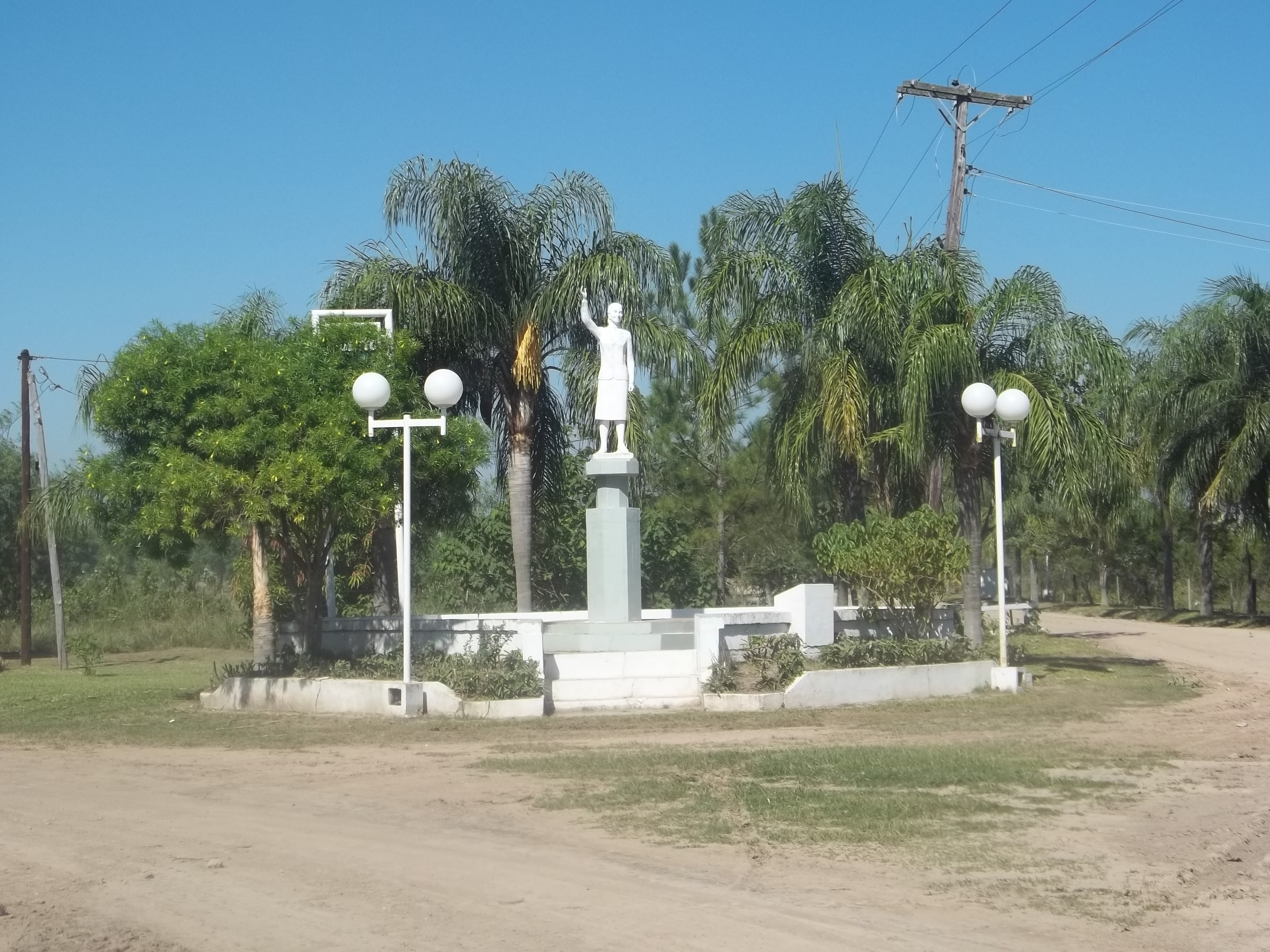
Estatua de Eva Perón en la entrada del pueblo.
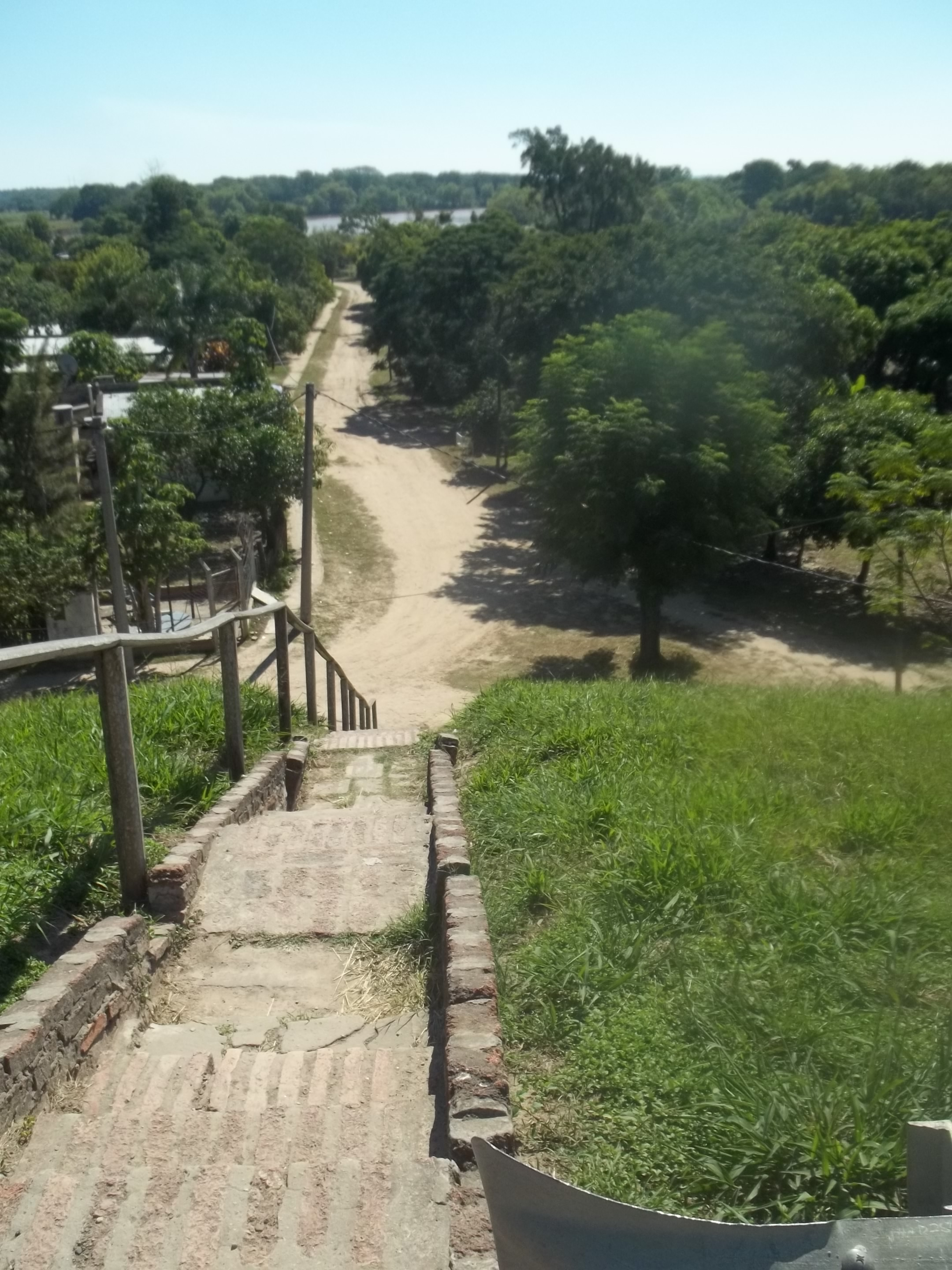
Puente sobre el río Bermejo visto desde Puerto Eva Perón.
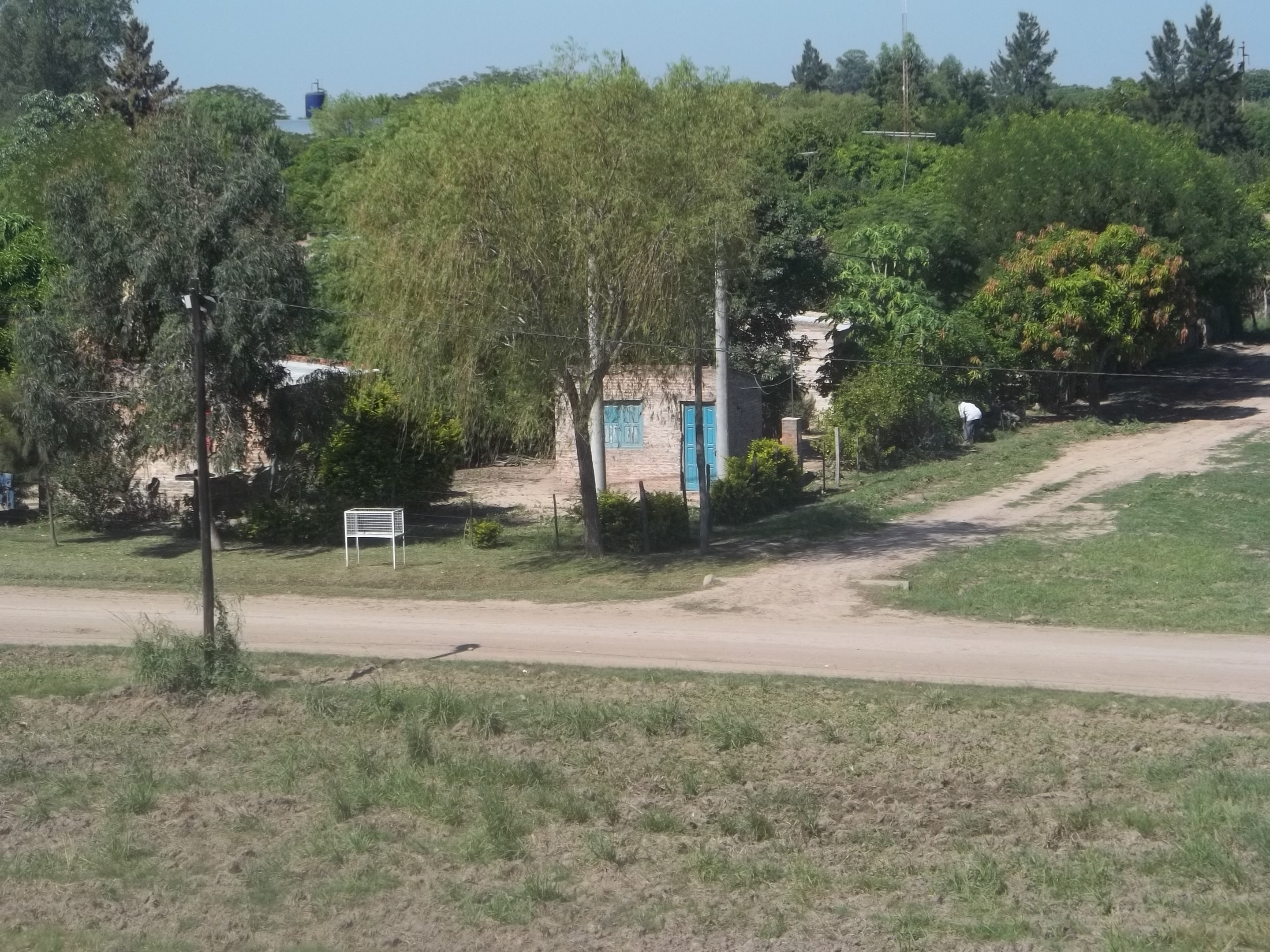
Vista del pueblo al norte de la Ruta Nacional 11.